# Barrowdillo pseudopyrgoniscus
Barrowdillo pseudopyrgoniscus är en kräftdjursart som beskrevs av Henri Dalens 1993. Barrowdillo pseudopyrgoniscus ingår i släktet Barrowdillo och familjen Armadillidae. Inga underarter finns listade i Catalogue of Life.

## Bildgalleri

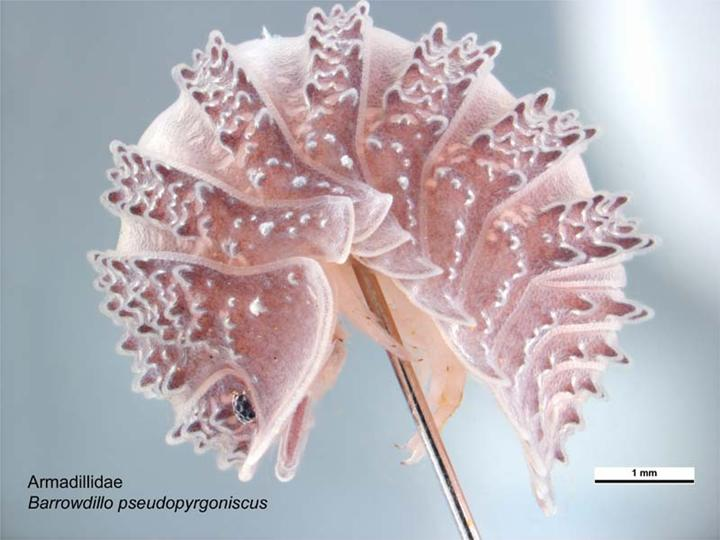